# Medalja Modre divizije
Medalja Modre divizije (nemško Tapferkeits- und Erinnerungsmedaille der Spanischen »Blauen Division«) je bila spominska vojaška medalja, ki so jo dobili španski prostovoljci v Wehrmachtu, ki so se borili na strani protikomunističnih sil.
Medaljo so ustanovili 3. januarja 1944, podeljena pa je bila pripadnikom 250. pehotne divizije, ki se je na vzhodni fronti borila med junijem 1941 in oktobrom 1943. Enota, sestavljena pretežno iz španskih prostovoljcev, med katerimi je bilo veliko veteranov in španske državljanske vojne. S temi prostovoljci se je general Franco na neki način zahvalil Hitlerju za pomoč Legije Kondor, s katero je Hitler pomagal španskim nacionalistom v državljanski vojni in kljub temu zadržal Španijo v nevtralnosti.
Divizija si je nadela poluradno ime »Modra divizija« po modrih srajcah, ki so jih nosili Francovi Falangisti, po tem imenu pa je dobila ime tudi medalja.

## Izgled in material
Medaljo je v največjem obsegu izdelovalo podjetje Deschler & Sohn iz Münchna, nekaj pa so jih izdelali v Španiji, vendar so slednje slabše kakovosti. Medalja je bila izdelana iz pozlačenega cinka, barvo zanje pa je izdelovalo podjetje Herbig-Haarhaus iz Köln-Bickendorfa. Barva se ja ob nošenju pogosto obrabila, tako da so pogosti primerki v naravni barvi cinka.
Na prednji strani okrogle medalje, ki je merila 32 mm v premeru in je imela rahlo dvignjen 1 mm rob, je bila na vrhu nemška čelada pod njo pa horizontalno postavljen meč, na katerem sta bila drug ob drugem ščita z znakom Wehrmachta in znakom Francovih fašistov. Pod njima je bila na sredini na lovorovo listje položena svastika. Na zadnji strani je bil napis DIVISION ESPAÑOLA DE VOLONTARIOS EN RUSIA, pod njim pa na lovorjevo listje položen železni križec druge stopnje s trakcem v obliki črke 'V'. Medalja je visela na 3 cm širokem trakcu, ki je imel po sredini 3 mm debelo zlato črto na 18 mm široki rdeči podlagi proti robu pa sta si sledili po obeh straneh še 2mm široka bela in 4 mm široka črna črta. Trakec je bil na medaljo pritrjen z obročkom, na katerem je bila pri, v Nemčiji izdelanih primerkih vtisnjena številka 1, znak izdelovalca Deschler & Sohn.
Medaljo so običajno podelili v kuverti bež barve, na njej pa je bilo v gotici v petih vrsticah napisano ERINNERUNGSMEDAILLE FÜR DIE SPANISHEN FREIWILLINGEN IM KAMPF GEGEN DEM BOLSCHEWISMUS. Redkeje so jo podelili tudi v rjavi škatlici, zavito v bel papir. V obeh primerih je bil trakec ločen od medalje.